# باشگاه فوتبال سپاهان در فصل ۹۰–۱۳۸۹
در این صفحه شما اطلاعات سپاهان اصفهان در فصل ۹۰–۱۳۸۹ فوتبال ایران را خواهید دید. سپاهان اصفهان در این فصل در لیگ برتر دهم ، جام حذفی بیست و چهارم و سی‌امین دوره لیگ قهرمانان آسیا شرکت کرد.

### بازیکنان
| شماره |       | پست       | بازیکن                     |
| ----- | ----- | --------- | -------------------------- |
| ۱     | ایران | دروازه‌بان | سیدمهدی رحمتی              |
| ۲     | ایران | مدافع     | خسرو حیدری                 |
| ۳     | ایران | مدافع     | محمدحسن رجب‌زاده            |
| ۴     | ایران | هافبک     | محرم نویدکیا (کاپیتان اول) |
| ۵     | ایران | مدافع     | هادی عقیلی                 |
| ۶     | ایران | مدافع     | سید جلال حسینی             |
| ۷     | ایران | هافبک     | حسین پاپی                  |
| ۸     | ایران | مدافع     | محسن بنگر (کاپیتان دوم)    |
| ۹     | ایران | هافبک     | مهدی جعفرپور               |
| ۱۰    | سنگال | مهاجم     | ابراهیم توره               |
| ۱۱    | ایران | هافبک     | مهدی کریمیان               |
| ۱۴    | ایران | دروازه‌بان | مهدی نصیری                 |
| ۱۵    | ایران | هافبک     | امید ابراهیمی              |

| شماره |         | پست       | بازیکن                      |
| ----- | ------- | --------- | --------------------------- |
| ۱۶    | ایران   | مدافع     | هاشم بیک زاده               |
| ۱۷    | ایران   | هافبک     | هادی جعفری                  |
| ۱۹    | ایران   | هافبک     | جواد ماهری                  |
| ۲۰    | ایران   | هافبک     | احمد جمشیدیان (کاپیتان سوم) |
| ۲۱    | ایران   | مهاجم     | غلامرضا عنایتی              |
| ۲۳    | ایران   | هافبک     | جواد کاظمیان                |
| ۲۴    | ایران   | هافبک     | اکبر ایمانی                 |
| ۲۶    | ایران   | هافبک     | مهرداد شاه‌نظری              |
| ۲۷    | ایران   | دروازه‌بان | محمد سواری                  |
| ۲۸    | ایران   | هافبک     | احسان حاج‌صفی                |
| ۲۹    | صربستان | مهاجم     | میلوراد یانوش               |
| ۳۷    | برزیل   | مدافع     | فابیو جانوآریو              |

## مسابقات

### بررسی مسابقات

#### خلاصه نتایج و وضعیت
| هفته  | ۱  | ۲  | ۳  | ۴ | ۵  | ۶ | ۷  | ۸ | ۹ | ۱۰ | ۱۱ | ۱۲ | ۱۳ | ۱۴ | ۱۵ | ۱۶ | ۱۷ | ۱۸ | ۱۹ | ۲۰ | ۲۱ | ۲۲ | ۲۳ | ۲۴ | ۲۵ | ۲۶ | ۲۷ | ۲۸ | ۲۹ | ۳۰ | ۳۱ | ۳۲ | ۳۳ | ۳۴ |
| ----- | -- | -- | -- | - | -- | - | -- | - | - | -- | -- | -- | -- | -- | -- | -- | -- | -- | -- | -- | -- | -- | -- | -- | -- | -- | -- | -- | -- | -- | -- | -- | -- | -- |
| زمین  | م  | خ  | م  | خ | م  | خ | م  | خ | م | خ  | م  | خ  | خ  | م  | خ  | م  | خ  | خ  | م  | خ  | م  | خ  | م  | خ  | م  | خ  | م  | خ  | م  | م  | خ  | م  | خ  | م  |
| نتیجه | ت  | ت  | ت  | پ | ش  | پ | ش  | پ | ت | پ  | پ  | ت  | پ  | ت  | پ  | پ  | پ  | ت  | ت  | پ  | ت  | پ  | پ  | ت  | پ  | پ  | پ  | پ  | ش  | پ  | ت  | پ  | ت  | ش  |
| وضعیت | ۱۱ | ۱۴ | ۱۳ | ۹ | ۱۰ | ۸ | ۱۰ | ۶ | ۷ | ۴  | ۳  | ۴  | ۴  | ۳  | ۵  | ۴  | ۳  | ۳  | ۳  | ۲  | ۳  | ۳  | ۳  | ۳  | ۲  | ۲  | ۱  | ۱  | ۱  | ۱  | ۱  | ۱  | ۱  | ۱  |

آخرین بروزرسانی: ٫ ۲۵ اوت ۲۰۱۸.
منبع: Ipl (به انگلیسی) {{citation}}: External link in |عنوان= (help)

زمین: م = مهمان، خ = خانه. نتیجه: ت = تساوی، ش = شکست، پ = پیروزی.

### لیگ برتر خلیج فارس

#### جدول عملکرد
| مجموع | مجموع  | مجموع | مجموع | مجموع | مجموع | مجموع | مجموع | خانه | خانه | خانه | خانه | خانه | خانه | مهمان | مهمان | مهمان | مهمان | مهمان | مهمان |
| بازی  | امتیاز | پ     | ت     | ش     | گ‌ز    | گ‌خ    | ت‌گ    | پ    | ت    | ش    | گ‌ز   | گ‌خ   | ت‌گ   | پ     | ت     | ش     | گ‌ز    | گ‌خ    | ت‌گ    |
| ----- | ------ | ----- | ----- | ----- | ----- | ----- | ----- | ---- | ---- | ---- | ---- | ---- | ---- | ----- | ----- | ----- | ----- | ----- | ----- |
| ۳۴    | ۶۶     | ۱۸    | ۱۲    | ۴     | ۵۶    | ۲۹    | ۲۷+   | ۱۱   | ۶    | ۰    | ۳۰   | ۱۰   | ۲۰+  | ۷     | ۶     | ۴     | ۲۶    | ۱۹    | ۷+    |

|}

آخرین به روز رسانی جدول ۲۵ اوت ۲۰۱۸
منبع: آمار و اطلاعات لیگ برتر
نحوه قرار گرفتن در جدول:1st امتیاز؛ 2nd تفاضل گل؛ 3rd گل زده.
# = رتبه در جدول؛ بازی = تعداد بازی؛ برد = بازیهای برده؛ مساوی = بازیهای مساوی؛ باخت = بازیهای باخته؛ زده = گل زده؛ خورده = گل خورده؛ تفاضل = تفاضل گل؛ امتیاز = امتیاز گرفته؛
(ق) = قهرمان؛ (س) = سقوط کرده؛ (ص) = صعود به رده بالاتر؛ (پ) = رفتن به پلی آف؛ (۱/۴) = رفتن به ۱/۴

#### جدول لیگ
| رتبه | تیم           | بازی | برد | مساوی | باخت | گل زده | گل خورده | گل تفاضل | امتیاز | صعود یا سقوط                               |
| ---- | ------------- | ---- | --- | ----- | ---- | ------ | -------- | -------- | ------ | ------------------------------------------ |
| ۱    | سپاهان        | ۳۴   | ۱۸  | ۱۲    | ۴    | ۵۶     | ۲۹       | ۲۷+      | ۶۶     | صعود به مرحله گروهی لیگ قهرمانان آسیا ۲۰۱۲ |
| ۲    | استقلال       | ۳۴   | ۱۸  | ۱۱    | ۵    | ۵۵     | ۳۴       | ۲۱+      | ۶۵     | صعود به مرحله گروهی لیگ قهرمانان آسیا ۲۰۱۲ |
| ۳    | ذوب‌آهن        | ۳۴   | ۱۸  | ۹     | ۷    | ۴۹     | ۳۱       | ۱۸+      | ۶۳     | صعود به مرحله گروهی لیگ قهرمانان آسیا ۲۰۱۲ |
| ۴    | پرسپولیس      | ۳۴   | ۱۷  | ۷     | ۱۰   | ۵۰     | ۳۶       | ۱۴+      | ۵۸     | صعود به مرحله گروهی لیگ قهرمانان آسیا ۲۰۱۲ |
| ۵    | تراکتورسازی   | ۳۴   | ۱۵  | ۱۲    | ۷    | ۴۲     | ۲۹       | ۱۳+      | ۵۷     |                                            |
| ۶    | فولاد         | ۳۴   | ۱۴  | ۱۲    | ۸    | ۵۸     | ۳۶       | ۲۲+      | ۵۴     |                                            |
| ۷    | مس کرمان      | ۳۴   | ۱۳  | ۱۳    | ۸    | ۴۱     | ۳۰       | ۱۱+      | ۵۲     |                                            |
| ۸    | ملوان         | ۳۴   | ۱۳  | ۹     | ۱۲   | ۳۳     | ۳۲       | ۱+       | ۴۸     |                                            |
| ۹    | صنعت نفت      | ۳۴   | ۱۳  | ۳     | ۱۸   | ۳۶     | ۵۴       | ۱۸−      | ۴۲     |                                            |
| ۱۰   | صبای قم       | ۳۴   | ۹   | ۱۴    | ۱۱   | ۳۹     | ۴۰       | ۱−       | ۴۱     |                                            |
| ۱۱   | سایپا         | ۳۴   | ۸   | ۱۳    | ۱۳   | ۴۲     | ۴۷       | ۵−       | ۳۷     |                                            |
| ۱۲   | شهرداری تبریز | ۳۴   | ۸   | ۱۳    | ۱۳   | ۴۵     | ۵۳       | ۸−       | ۳۷     |                                            |
| ۱۳   | نفت تهران     | ۳۴   | ۷   | ۱۵    | ۱۲   | ۳۸     | ۴۴       | ۶−       | ۳۶     |                                            |
| ۱۴   | شاهین بوشهر   | ۳۴   | ۸   | ۱۱    | ۱۵   | ۳۱     | ۳۷       | ۶−       | ۳۵     |                                            |
| ۱۵   | راه آهن       | ۳۴   | ۸   | ۱۱    | ۱۵   | ۲۹     | ۳۹       | ۱۰−      | ۳۵     |                                            |
| ۱۶   | پاس           | ۳۴   | ۸   | ۱۱    | ۱۵   | ۳۰     | ۴۸       | ۱۸−      | ۳۵     | سقوط به لیگ آزادگان ۹۱–۱۳۹۰                |
| ۱۷   | پیکان         | ۳۴   | ۹   | ۶     | ۱۹   | ۳۸     | ۶۰       | ۲۲−      | ۳۳     | سقوط به لیگ آزادگان ۹۱–۱۳۹۰                |
| ۱۸   | استیل آذین    | ۳۴   | ۶   | ۱۰    | ۱۸   | ۳۰     | ۶۳       | ۳۳−      | ۲۸     | سقوط به لیگ آزادگان ۹۱–۱۳۹۰                |

## بازی‌ها

### لیگ برتر

#### جزییات بازی‌ها
برد
      مساوی
      باخت
      انجام نشده
| تاریخ هفته | میزبان | نتیجه | مهمان | محل برگزاری |

| ۵ مردادماه ۱۳۸۹ ۱ | راه آهن       | ۱ – ۱ | سپاهان | تهران           |
|                   | متوسل‌زاده ۳۲' | گزارش | عنایتی ۵۱' · ابراهیمی · بازیکنان: · رحمتی، حیدری، عقیلی، حسینی، ابراهیمی،حاج‌صفی، بیک‌زاده، عنایتی، کریمیان (رجب‌زاده ۷۴)، بنگر (جعفرپور۶۴)، توره (یانوش ۶۳) | تماشاگران: ۳۰۰۰ |

| ۱۰ مردادماه ۱۳۸۹ ۲ | سپاهان | ۰ – ۰ | ملوان | اصفهان                            |
|                    | بازیکنان: رحمتی، حیدری، عقیلی، حسینی، ابراهیمی،حاج‌صفی، بیک‌زاده، عنایتی، کریمیان (کاظمیان ۴۶)، بنگر (بیک‌زاده۴۶)، جمشیدیان (یانوش ۶۲) | گزارش |       | ورزشگاه: فولادشهر تماشاگران: ۳۰۰۰ |

| ۱۵ مردادماه ۱۳۸۹ ۳ | فولاد      | ۱ – ۱ | سپاهان | اهواز                              |
|                    | رحمانی ۷۵' | گزارش | عقیلی(پ.) ۵۱' · رحمتی · حاج‌صفی · بازیکنان: · رحمتی، حیدری، عقیلی، حسینی، ابراهیمی، عنایتی، کریمیان، توره، رجب‌زاده (یانوش ۷۹)، جعفرپور (ناصحی۶۴) ، بیک‌زاده(حاج‌صفی ۴۶) | تماشاگران: ۶۰۰۰ داور: علیرضا فغانی |

| ۲۳ مردادماه ۱۳۸۹ ۴ | سپاهان | ۱ – ۰ | شاهین                           | اصفهان                                                |
|                    | یانوش ۷۸' · کریمیان · یانوش · بازیکنان: · رحمتی، حیدری، عقیلی، حسینی، ابراهیمی(جمشیدیان۶۳)، توره، عنایتی، کریمیان(یانوش ۷۴)، کاظمیان (محمدحسن رجب‌زاده۴۶)، محرم، ناصحی | گزارش | حمیدی سلیمانی النمایی ایران‌نژاد | ورزشگاه: فولادشهر تماشاگران: ۴۰۰۰ داور: سعید بخشی‌زاده |

| ۲۷ مردادماه ۱۳۸۹ ۵ | ذوب‌آهن              | ۱ – ۰ | سپاهان | اصفهان                                              |
|                    | خلعتبری ۲۷' · گردان | گزارش | توره جمشیدیان بازیکنان: رحمتی، حیدری، عقیلی، بنگر، جمشیدیان، محرم، حاج‌صفی، توره، حسینی (جعفرپور۸۱)، کریمیان(بیک‌زاده۴۶)، عنایتی(یانوش ۴۶) | ورزشگاه: فولادشهر تماشاگران: ۸۰۰۰ داور: مسعود مرادی |

| ۳۱ مردادماه ۱۳۸۹ ۶ | سپاهان | ۲ – ۱ | پاس                                     | اصفهان                                               |
|                    | توره ۳۷' · بنگر ۹۳' · بنگر · بازیکنان: · رحمتی، حیدری، حسینی،جعفرپور، جمشیدیان، بیک‌زاده، بنگر، یانوش، محرم (عنایتی۷۷)، توره (کاظمیان۷۰)، حاج‌صفی (ناصحی ۶۲) | گزارش | هولماتوف ۸۰' · شاه‌علیدوست · خسروی · صفا | ورزشگاه: فولادشهر تماشاگران: ۳۰۰۰ داور: هدایت ممبینی |

| ۵ شهریورماه ۱۳۸۹ ۷ | استقلال                                                  | ۴ – ۳ | سپاهان | تهران                                                |
|                    | میداوودی ۱۸' ۴۳' · مجیدی ۲۵' · امیرآبادی · آشوبی · صادقی | گزارش | بیک‌زاده ۶۱' · یانوش ۷۲' ۷۵' · عنایتی ۸۲' (گل‌به‌خودی) · حسینی · حاج‌صفی · جمشیدیان · بازیکنان: · رحمتی، حیدری، حسینی، حاج‌صفی، بنگر، محرم، بیک‌زاده، جمشیدیان، توره، عقیلی(عنایتی۴۶)، کاظمیان(یانوش۴۶) | ورزشگاه: آزادی تماشاگران: ۷۰۰۰۰ داور: سعید مظفری‌زاده |

| ۲۰ شهریورماه ۱۳۸۹ ۸ | سپاهان | ۱ – ۰ | شهرداری                 | اصفهان                                               |
|                     | توره ۲۱' · بنگر · رحمتی · بازیکنان: · رحمتی، حسینی، حیدری، بیک‌زاده، حاج‌صفی، جانواریو، محرم، توره، یانوش(عنایتی ۷۳)، جمشیدیان(ابراهیمی۶۰)، بنگر(نصیری۳۰)، | گزارش | گردانی · نیسانی · کریمی | ورزشگاه: فولادشهر تماشاگران: ۳۰۰۰ داور: رحیم مهرپیشه |